# Otamatea
Otamatea  est une banlieue résidentielle de la cité de Whanganui située dans l’Île du Nord de la Nouvelle-Zélande. 

## Situation
Otamatea est localisée dans l’angle nord-ouest de la zone urbaine de la cité de Whanganui, longée par la route State Highway 3 (en) sur approximativement  3 km au nord du lac virginia (en).
L’ hôpital se nomme: le «Kowhainui Hospital»

## Gouvernance
Otamatea est sous la gouvernance locale du conseil du district de Whanganui (en).

## Démographie
La zone statistique d’Otamatea (District de  Whanganui) , qui couvre 2,23 km2  avait une population de 1 731 habitants lors du  recensement de 2018 en Nouvelle-Zélande, en augmentation de 168 personnes (soit 10,7 %) depuis le recensement de 2013 en Nouvelle-Zélande et une augmentation de 414 personnes (soit 31,4 %) depuis le recensement de 2006.
Il y avait 687 logements. 
On notait la présence de 837 hommes et 897 femmes, donnant un sexe-ratio de 0.93 homme pour une femme. 
L’âge médian était de 55,6 ans (comparé avec les 37,4 ans au niveau national), avec 225 personnes (soit 13,0 %) âgées de moins de 15 ans, 192 personnes (soit 11,1 %) âgées de 15 à 29 ans, 678 personnes (soit 39,2 %) âgées de 30 à 64 ans, et 639 personnes (soit 36,9 %) âgées de 65 ans ou plus.
L’ethnicité était pour 89,3% européens/Pākehā, 7,1% Māori, 0.,9%: des personnes du Pacifique, 7,1% asiatiques et 1,7 % d’une autre ethnicité (le total peut faire plus de 100 % dans la mesure où une personne peut s’identifier de multiples ethnicités).
La proportion de personnes nées outre-mer était de 18,7 %, comparée avec les 27,1 % au niveau national.
Bien que certaines personnes refusent de donner leur religion, 38,0 % n’avaient aucune religion, 50,3 % étaient chrétiens, 2,1 % étaient Hindouistes, 1,4% étaient musulmans, 0,5 % étaient Bouddhistes et 1,0 % avaient une autre  religion .
Parmi ceux d’au moins 15 ans 315 personnes (soit 20,9 %) avaient un niveau de  licence ou un degré supérieur et 276 personnes (soit 18,3 %) n’avaient aucune qualification formelle. 
Les revenus médians étaient de 29,900 $, comparés avec les 31,800 $ au niveau national.
Le statut d’emploi de ceux d’au moins 15 ans était pour 567 personnes (soit 37,6 %) un emploi à plein temps, 210 personnes (soit 13,9 %) étaient un emploi à temps partiel, et 36 personnes (soit 2,4 %) étaient sans emploi .